# Loudetia togoensis
Loudetia togoensis är en gräsart som först beskrevs av Pilg., och fick sitt nu gällande namn av Charles Edward Hubbard. Loudetia togoensis ingår i släktet Loudetia och familjen gräs. Inga underarter finns listade i Catalogue of Life.